# Os bregmaticum

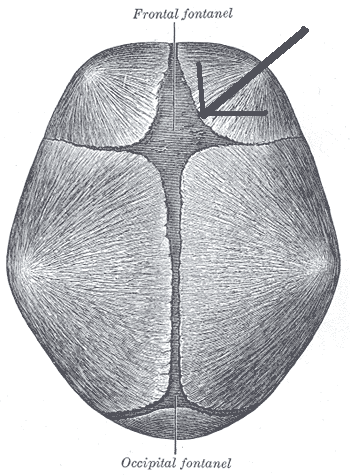
Egy csecsemő koponyája (a csont nem látható mert nem áll rendelkezésre pontos kép)

Az os bregmaticum egy rendellenes csont (os) a koponya (cranium) tetején.
A csecsemőkori elülső kutacs (fonticulus anterior) helyén a sagittális varrat (sutura sagittalis) és koszorúvarrat (sutura coronalis) találkozásánál alakulhat ki. Varratok különítik el.